# Handlungsfreiheit
Handlungsfreiheit ist die Freiheit, nach eigenem Willen zu handeln.
In der deutschen Rechtswissenschaft bedeutet es spezieller das Grundrecht, im Rahmen des gesetzlich Zulässigen handeln zu dürfen.

## Philosophie
Das Handeln einer Person gilt als frei, wenn es ihr möglich ist, das zu tun, was sie will, also ihrer Natur nach eigenen Interessen und Motiven zu folgen. Wenn durch äußere oder innere Umstände die gewollten Handlungen nicht durchgeführt werden können, ist die Handlungsfreiheit eingeschränkt.
- Eine innere Einschränkung ist z. B. eine Querschnittlähmung, welche die gewünschte Aktion „Treppen steigen“ unmöglich macht. Auf ähnliche Weise schränken psychische Erkrankungen wie Phobien oder Zwangshandlungen diese Freiheit ein.
- Das Verbüßen einer Gefängnisstrafe ist ein Beispiel für äußere Einschränkungen, weil sie den Gefangenen daran hindert, sich frei in der Gesellschaft zu bewegen.

## Rechtswissenschaft
Verfassungsrechtlich hat die allgemeine Handlungsfreiheit in Art. 2 Abs. 1 Grundgesetz ihren Niederschlag gefunden: Nach der Rechtsprechung des Bundesverfassungsgerichtes garantiert Art. 2 Abs. 1 GG die allgemeine Handlungsfreiheit, umfasst also jegliches menschliches Verhalten und stellt ein allgemeines Auffanggrundrecht dar. Entsprechend weit ist der Anwendungsbereich des Grundrechts. Erfasst werden u. a. der persönliche wie auch der soziale Bereich, die Freiheit im wirtschaftlichen Verkehr, die Vertragsautonomie, die Ausreisefreiheit oder die Freiheit vor Belastung mit öffentlichen Abgaben.
Beschränkt wird die allgemeine Handlungsfreiheit durch die Rechte anderer, das Sittengesetz und die verfassungsmäßige Ordnung (Art. 2 Abs. 1 GG). Durch die Rechte anderer werden sowohl private als auch subjektive öffentliche Rechte Dritter geschützt, allerdings nicht jegliches Interesse des Dritten, sondern nur die rechtlich gesicherten schutzwürdigen Interessen.

## Psychologie/Pädagogik
Der selbstständig entscheidende bzw. handelnde Mensch ist Ziel jeglicher Bemühungen von Erziehenden (Pädagogik). Das gilt heutzutage als allgemein akzeptiert. Die schwierige Frage ist aber: Wie gelangen welche Bemühungen zu diesem Ziel?
Auf der einen Seite muss der Mensch, der sich zu einem Individuum entwickelt, das frei zu entscheiden vermag, in vielen Situationen seiner Kindheit und Jugend ebendas – die freie Entscheidung – geübt haben. Auf der anderen Seite muss das Individuum die Möglichkeit gehabt haben, sich in sozialen Zusammenhängen (z. B. Bindung an eine Bezugsperson) zum Menschen zu entwickeln (Entwicklungspsychologie). Letztendlich erwächst der Status des verantwortlich und frei handelnden Menschen in einer Gesellschaft aus diesem Spannungsverhältnis, nämlich aus eigenständigen Einsichten verantwortlich zu handeln, jedoch in sozialen Zusammenhängen und Beziehungen.